# Leptopanorpa charpentieri
Leptopanorpa charpentieri is een insect uit de orde van de schorpioenvliegen (Mecoptera), familie van de schorpioenvliegen (Panorpidae). De wetenschappelijke naam van de soort is voor het eerst geldig gepubliceerd door Burmeister in 1839.
De soort komt voor in Java en Sumatra.